# Cephaloscyllium hiscosellum
Cephaloscyllium hiscosellum  (лат.) — один из видов рода головастых акул, семейство кошачьих акул (Scyliorhinidae). Это малоизученный вид кошачьих акул, эндемик северо-западного побережья Австралии. Размножается, откладывая яйца.

## Таксономия
Ранее этот вид рассматривался как Cephaloscyllium fasciatum, который обитает у берегов Вьетнама и острова Хайнань. Впервые описан как самостоятельный вид в публикации CSIRO. Видовой эпитет происходит от слов лат. hisco  — «открытый» и лат. sella  — «седло» и ссылается на характерную пятнистую окраску этой акулы. Голотип представлял собой взрослого самца длиной 46 см, пойманного у берегов западной Австралии.

## Ареал и среда обитания
Cephaloscyllium hiscosellum обитает на верхних континентальных склонах северо-западного побережья Австралии от Джералдтона до Брума на глубине от 290 до 420 м.

## Описание
Самцы самки этого вида достигают длины 46 и 52 см соответственно. Это плотная акула с короткой, широкой и сильно приплюснутой головой. Морда широкая и закруглённая. Щелеобразные глаза овальные расположены высоко. Ноздри окаймлены складками кожи, которые не достигают рта. Рот длинный, широкий и изогнутый. Во рту имеются 49—63 и 45—60 зубных рядов на верхней и нижней челюстях, соответственно. У самок зубы мельче по сравнению с самцами. Каждый зуб оснащён тремя центральными и 1—2 латеральными остриями. Верхние зубы видны, даже когда рот закрыт. Борозды по углам рта отсутствуют. Четвёртая и пятая пара жаберных щелей короче первых трёх и расположены над основанием грудных плавников.
Грудные плавники небольшие, узкие и заострённые. Первый спинной плавник закруглён и расположен над задней половиной основания брюшных плавников. Второй спинной плавник намного меньше, он имеет треугольную форму и расположен перед анальным плавником. Брюшные плавники маленькие. Птеригоподии самцов очень длинные. Анальный плавник крупнее второго спинного плавника. Крупный хвостовой плавник имеет с ярко выраженную нижней лопастью и глубокой вентральной выемкой у кончика верхней лопасти. Плакоидные чешуйки очень маленькие, имеют стреловидную форму, у самцов имеют один срединный гребень, а у самок —срединный и два латеральных. Окрас сероватый или коричневатый 9—10 кольцевидными пятнами на спине от головы до хвоста, у некоторых особей имеются жёлтые или темные пятна или кольца по верхней части плавников.

## Биология и экология
Подобно прочим головастым акулам Cephaloscyllium hiscosellum способны накачиваться водой и раздуваться в случае опасности; таким способом они расклиниваются в щелях и не дают себя схватить и даже отпугивают хищника. Этот вид размножается, откладывая яйца, заключённые в мягкую капсулу светло-жёлтого цвета в форме фляжки. Края капсул загнуты, по углам имеются короткие рога с завивающимися отростками. У новорожденных отсутствуют специальные зубчики, с помощью которых акулята разрывают при рождении капсулу, в которую они заключены. Самцы достигают половой зрелости при длине 39—46 см.

## Взаимодействие с человеком
Международный союз охраны природы присвоил этому виду статус сохранности «Вызывающий наименьшие опасения».